# Futebol nos Jogos Pan-Americanos de 2023
Os torneios de futebol nos Jogos Pan-Americanos de 2023 em Santiago, no Chile, foram realizados entre 22 de outubro e 4 de novembro de 2023 no Estádio Sausalito, em Viña del Mar, e no Estádio Elías Figueroa Brander, em Valparaíso. O torneio masculino é restrito a jogadores com até 23 anos de idade, ao contrário do feminino, que não possui restrições.

## Locais
Ao todo foram utilizados dois estádios localizados em duas cidades diferentes: Viña del Mar e Valparaíso.
| Viña del Mar       | Valparaíso                     |
| ------------------ | ------------------------------ |
| Estádio Sausalito  | Estádio Elías Figueroa Brander |
| Capacidade: 23 423 | Capacidade: 20 575             |
|                    |                                |

## Qualificação
Um total de oito equipes masculinas e oito femininas se qualificaram para competir em cada torneio. A nação anfitriã, Chile, teve classificação automática, e as demais equipes foram determinadas através de torneios qualificatórios.
Masculino
| Evento                                  | Evento                                  | Datas                           | Local    | Vagas | Classificados           |
| --------------------------------------- | --------------------------------------- | ------------------------------- | -------- | ----- | ----------------------- |
| País-sede                               | País-sede                               | —                               | —        | 1     | Chile                   |
| Campeonato da CONCACAF Sub-20 de 2022   | Campeão                                 | 18 de junho – 3 de julho        | Honduras | 1     | Estados Unidos          |
| Campeonato da CONCACAF Sub-20 de 2022   | Melhor equipe do Caribe                 | 18 de junho – 3 de julho        | Honduras | 1     | República Dominicana    |
| Campeonato da CONCACAF Sub-20 de 2022   | Melhor equipe da América Central        | 18 de junho – 3 de julho        | Honduras | 1     | Honduras                |
| Campeonato da CONCACAF Sub-20 de 2022   | Melhor equipe da América do Norte       | 18 de junho – 3 de julho        | Honduras | 1     | México                  |
| Campeonato Sul-Americano Sub-20 de 2023 | Campeonato Sul-Americano Sub-20 de 2023 | 19 de janeiro – 12 de fevereiro | Colômbia | 3     | Brasil Colômbia Uruguai |
| Total                                   |                                         |                                 |          | 8     |                         |

Feminino
| Evento                                         | Evento                                         | Datas         | Local    | Vagas | Classificados                           |
| ---------------------------------------------- | ---------------------------------------------- | ------------- | -------- | ----- | --------------------------------------- |
| País-sede                                      | País-sede                                      | —             | —        | 1     | Chile                                   |
| Campeonato Feminino da CONCACAF de 2022        | Campeão                                        | 4−18 de julho | México   | 1     | Estados Unidos                          |
| Campeonato Feminino da CONCACAF de 2022        | Melhor equipe do Caribe                        | 4−18 de julho | México   | 1     | Jamaica                                 |
| Campeonato Feminino da CONCACAF de 2022        | Melhor equipe da América Central               | 4−18 de julho | México   | 1     | Costa Rica                              |
| Campeonato Feminino da CONCACAF de 2022        | Melhor equipe da América do Norte              | 4−18 de julho | México   | 1     | Canadá México[a]                        |
| Copa América Feminina de 2022 (3º ao 5º lugar) | Copa América Feminina de 2022 (3º ao 5º lugar) | 8–30 de julho | Colômbia | 3     | Argentina Paraguai Venezuela Bolívia[b] |
| Total                                          |                                                |               |          | 8     |                                         |

a  O México substituiu o Canadá, que acabou desistindo da competição.
b  O Chile terminou em quinto, mas como já estava classificado como país-sede, a vaga foi repassada à Venezuela (6ª colocada). No entanto, a Venezuela desistiu da competição e foi substituída pela Bolívia.

## Calendário
| G | Fase de grupos | SF | Semifinais | F | Finais |

| DataEvento | Dom 22 out | Seg 23 out | Ter 24 out | Qua 25 out | Qui 26 out | Sex 27 out | Sáb 28 out | Dom 29 out | Seg 30 out | Ter 31 out | Qua 1 nov | Qui 2 nov | Sex 3 nov | Sáb 4 nov |
| ---------- | ---------- | ---------- | ---------- | ---------- | ---------- | ---------- | ---------- | ---------- | ---------- | ---------- | --------- | --------- | --------- | --------- |
| Masculino  |            | G          |            |            | G          |            |            | G          |            |            | SF        |           |           | F         |
| Feminino   | G          |            |            | G          |            |            | G          |            |            | SF         |           |           | F         |           |

## Nações participantes
| CON                      | Masculino | Feminino | Jogadores |
| ------------------------ | --------- | -------- | --------- |
| ARG Argentina            |           | Yes      | 18        |
| BOL Bolívia              |           | Yes      | 18        |
| BRA Brasil               | Yes       |          | 18        |
| CHI Chile                | Yes       | Yes      | 36        |
| COL Colômbia             | Yes       |          | 18        |
| CRC Costa Rica           |           | Yes      | 18        |
| DOM República Dominicana | Yes       |          | 18        |
| HON Honduras             | Yes       |          | 18        |
| JAM Jamaica              |           | Yes      | 18        |
| MEX México               | Yes       | Yes      | 36        |
| PAR Paraguai             |           | Yes      | 18        |
| USA Estados Unidos       | Yes       | Yes      | 36        |
| URU Uruguai              | Yes       |          | 18        |
| Total: 13 CONs           | 8         | 8        | 288       |

## Medalhistas
| Evento             | Ouro | Prata | Bronze |
| ------------------ | --- | --- | --- |
| Masculino detalhes | Mycael Pontes Matheus Miranda Michel Modesto Arthur Chaves Ronald Falkoski Patryck Lanza Gabriel Pirani Matheus Dias Matheus Nascimento Marcus Vinícius Oliveira Guilherme Biro Andrew Ventura Gustavo Martins Matheus Donelli Igor Jesus Thauan Lara Kaio César Lucas Figueiredo BRA Brasil                    | Brayan Cortés Jonathan Villagra Bruno Guitérrez Daniel Guitérrez Matías Zaldivia Vicente Pizarro Maximiliano Guerrero César Fuentes Alexander Aravena Lucas Assadi Clemente Montes Tomás Ahumada Alfred Canales Julián Alfaro Antonio Díaz Felipe Loyola César Pérez Daimán Pizarro CHI Chile | Fernando Tapia Alfonso Monroy Emilio Lara Rafael Fernández Mauricio Isais Érik Lira Raymundo Fulgencio Fidel Ambríz Ettson Ayón Jordan Carrillo Bryan González Eduardo García Jesús Garza Antonio Leone Sebastián Pérez Bouquet Jesús Brigido Ramiro Arciga Ali Avila MEX México                   |
| Feminino detalhes  | Esthefanny Barreras Diana Ordóñez Karina Rodríguez Rebeca Bernal Anika Rodríguez Nicolette Hernández María Sánchez Alexia Delgado Kiana Palacios Charlyn Corral Jacqueline Ovalle Alejandría Godínez Araceli Torres Greta Espinoza Kimberly Rodríguez Karla Nieto Alicia Cervantes Scarlett Camberos MEX México | Christiane Endler Michelle Olivares Su Helen Galaz Karen Fuentes Fernanda Ramírez Yastin Jiménez Yenny Acuña Karen Araya María José Urrutia Yanara Aedo Yessenia López Antonia Canales Anaís Alvarez Franchesca Caniguán Daniela Zamora Isidora Olave Fernanda Pinilla Camila Sáez CHI Chile  | Sonoma Kasica Gisele Thompson Aven Alvarez Elisabeth Boamah Nicola Fraser Grace Restovich Ava McDonald Charlotte Kohler Amalia Villarreal Lauren Martinho Katie Shea Collins Kealey Titmuss Samantha Smith Claire Hutton Kendall Bodak Emeri Adames Eleanor Klinger Jordyn Bugg USA Estados Unidos |

## Quadro de medalhas
| Ordem | País               | Medalha de ouro | Medalha de prata | Medalha de bronze |   |
| ----- | ------------------ | --------------- | ---------------- | ----------------- | - |
| 1     | MEX México         | 1               |                  | 1                 | 2 |
| 2     | BRA Brasil         | 1               |                  |                   | 1 |
| 3     | CHI Chile          |                 | 2                |                   | 2 |
| 4     | USA Estados Unidos |                 |                  | 1                 | 1 |
| TOTAL | TOTAL              | 2               | 2                | 2                 | 6 |